# Rolex Sports Car Series 2009
Navigation
Édition précédente Édition suivante
Le 'Grand American Road Racing Championship 2009' (officiellement appelé le 2009 Rolex Sports Car Series) est la dixième saison du championnat américain d'endurance organisé part la Grand American Road Racing Association. L'édition 2009 s'est déroulée du 24 janvier au 10 octobre. Deux catégories de voiture ont participé à cette saison, les Daytona Prototype (en) (DP) et les Grand Tourisme (GT).

## Calendrier
| N° | Date                     | Nom de la Course                       | Durée              | Circuit                        | Lieu          | État, Pays             |
| -- | ------------------------ | -------------------------------------- | ------------------ | ------------------------------ | ------------- | ---------------------- |
| 1  | 24 janvier et 25 janvier | 24 Heures de Daytona                   | 24 heures          | Daytona International Speedway | Daytona Beach | Floride, États-Unis    |
| 2  | 25 avril                 | Bosch Engineering 250 at VIR           | 250 miles (400 km) | Virginia International Raceway | Danville      | Virginie, États-Unis   |
| 3  | 3 mai                    | Verizon Wireless 250                   | 250 miles (400 km) | New Jersey Motorsports Park    | Millville     | New Jersey, États-Unis |
| 4  | 17 mai                   | Verizon Festival of Speed              | 250 miles (400 km) | Mazda Raceway Laguna Seca      | Monterey      | Californie, États-Unis |
| 5  | 6 juin                   | 6 Heures de Watkins Glen               | 6 heures           | Watkins Glen International     | Watkins Glen  | New York, États-Unis   |
| 6  | 20 juin                  | EMCO Gears Classic                     | 250 miles (400 km) | Mid-Ohio Sports Car Course     | Lexington     | Ohio, États-Unis       |
| 7  | 4 juillet                | Brumos Porsche 250                     | 250 miles (400 km) | Daytona International Speedway | Daytona Beach | Floride, États-Unis    |
| 8  | 19 juillet               | Porsche 250 Presented by Bradley Arant | 250 miles (400 km) | Barber Motorsports Park        | Birmingham    | Alabama, États-Unis    |
| 9  | 7 août                   | Crown Royal 200 at the Glen            | 200 miles (320 km) | Watkins Glen International     | Watkins Glen  | New York, États-Unis   |
| 10 | 29 août                  | Montreal 200                           | 200 miles (320 km) | Circuit Gilles-Villeneuve      | Montréal      | Québec, Canada         |
| 11 | 19 septembre             | SunRichGourmet.com 250                 | 250 miles (400 km) | Miller Motorsports Park        | Tooele        | Utah, États-Unis       |
| 12 | 10 octobre               | Gainsco Grand Prix of Miami            | 250 miles (400 km) | Homestead-Miami Speedway       | Homestead     | Floride, États-Unis    |

## Résultats

### Daytona Prototypes(en)(DP)
| Pos. | Pilote(s)         | DAY | VIR | NJ | LGA | WGL | MDO | DAY | BAR | WGL | MON | SLK | HOM | Pen. | Points |
| ---- | ----------------- | --- | --- | -- | --- | --- | --- | --- | --- | --- | --- | --- | --- | ---- | ------ |
| 1    | Jon Fogarty       | 7   | 1   | 6  | 1   | 16  | 3   | 2   | 1   | 4   | 3   | 1   | 4   | 15   | 337    |
| 1    | Alex Gurney       | 7   | 1   | 6  | 1   | 16  | 3   | 2   | 1   | 4   | 3   | 1   | 4   | 15   | 337    |
| 2    | Scott Pruett      | 2   | 12  | 9  | 2   | 1   | 1   | 7   | 2   | 2   | 10  | 3   | 2   | 15   | 331    |
| 2    | Memo Rojas        | 2   | 12  | 9  | 2   | 1   | 1   | 7   | 2   | 2   | 10  | 3   | 2   | 15   | 331    |
| 3    | Max Angelelli     | 4   | 13  | 2  | 3   | 2   | 8   | 1   | 14  | 12  | 1   | 2   | 7   |      | 325    |
| 3    | Brian Frisselle   | 4   | 13  | 2  | 3   | 2   | 8   | 1   | 14  | 12  | 1   | 2   | 7   |      | 325    |
| 4    | Timo Bernhard     | 6   | 7   | 3  | 6   | 3   | 4   | 11  | 15  | 13  | 2   | 4   | 11  |      | 296    |
| 4    | Romain Dumas      | 6   | 7   | 3  | 6   | 3   | 4   | 11  | 15  | 13  | 2   | 4   | 11  |      | 296    |
| 5    | Burt Frisselle    | 14  | 11  | 5  | 4   | 11  | 7   | 5   | 7   | 7   | 6   | 5   | 8   |      | 283    |
| 5    | Mark Wilkins (en) | 14  | 11  | 5  | 4   | 11  | 7   | 5   | 7   | 7   | 6   | 5   | 8   |      | 283    |
| 6    | David Donohue     | 1   | 3   | 4  | 8   | 15  | 10  | 17  | 10  | 6   | 5   | 9   | 5   | 5    | 282    |
| 6    | Darren Law        | 1   | 3   | 4  | 8   | 15  | 10  | 17  | 10  | 6   | 5   | 9   | 5   | 5    | 282    |
| 7    | Michael Valiante  | 19  | 2   | 8  | 7   | 4   | 6   | 4   | 3   | 11  | 8   | 10  | 15  | 3    | 279    |
| 8    | Oswaldo Negri Jr. | 16  | 6   | 13 | 5   | 5   | 16  | 6   | 6   | 9   | 13  | 6   | 3   |      | 270    |
| 8    | Mark Patterson    | 16  | 6   | 13 | 5   | 5   | 16  | 6   | 6   | 9   | 13  | 6   | 3   |      | 270    |
| 9    | João Barbosa      | 3   | 8   | 14 | 13  | 6   | 5   | 8   | 9   | 8   | 14† | 7   | 1   |      | 266    |
| 10   | J. C. France (en) | 3   | 8   | 14 | 13  | 6   | 5   | 8   | 9   | 8   | 14  | 7   |     |      | 248    |

| Couleur | Résultat                     |
| ------- | ---------------------------- |
| Or      | Vainqueur                    |
| Argent  | 2e place                     |
| Bronze  | 3e place                     |
| Vert    | Terminé, dans les points     |
| Bleu    | Terminé, pas dans les points |
| Violet  | Abandon (Ab.) ou (Ret)       |
| Violet  | Non classé (NC)              |
| Rouge   | Pas qualifié (DNQ)           |
| Noir    | Disqualifié (DSQ)            |
| Blanc   | Pas au départ (DNS)          |
| Blanc   | Forfait (WD)                 |
| Blanc   | N'a pas participé (DNP)      |
| Blanc   | Blessé (INJ)                 |
| Blanc   | Exclu (EX)                   |
| Blanc   | Course annulée (C)           |

### Grand Tourisme(GT)
| Pos. | Pilote(s)           | DAY | VIR | NJ | LGA | WGL | MDO | DAY | BAR | WGL | MON | SLK | HOM | Pen. | Points |
| ---- | ------------------- | --- | --- | -- | --- | --- | --- | --- | --- | --- | --- | --- | --- | ---- | ------ |
| 1    | Leh Keen            | 8   | 4   | 1  | 3   | 1   | 1   | 1   | 4   | 2   | 6   | 6   | 3   |      | 359    |
| 1    | Dirk Werner         | 8   | 4   | 1  | 3   | 1   | 1   | 1   | 4   | 2   | 6   | 6   | 3   |      | 359    |
| 2    | Kelly Collins       | 4   | 2   | 15 | 2   | 2   | 3   | 9   | 3   | 5   | 10  | 3   | 1   |      | 334    |
| 3    | Andrew Davis        | 6   | 1   | 5  | 6   | 8   | 2   | 16† | 1   | 4   | 1   | 7   | 2   | 3    | 317    |
| 4    | Paul Edwards        | 4   | 2   | 15 | 2   | 2   | 3   | 9   | 3   |     | 10  | 3   | 1   |      | 308    |
| 5    | Nick Ham            | 17  | 3   | 11 | 1   | 4   | 11  | 2   | 2   | 8   | 12  | 9   | 5   |      | 301    |
| 5    | Sylvain Tremblay    | 17  | 3   | 11 | 1   | 4   | 11  | 2   | 2   | 8   | 12  | 9   | 5   |      | 301    |
| 6    | Andy Lally          | 1   | 15  | 4  | 15  | 13  | 8   | 3   | 10  | 6   | 2   | 2   | 12  |      | 295    |
| 7    | Emil Assentato (en) | 9   | 18† | 16 | 5   | 6   | 5   | 4   | 6   | 1   | 3   | 1   | 7   |      | 291    |
| 7    | Jeff Segal          | 9   | 18† | 16 | 5   | 6   | 5   | 4   | 6   | 1   | 3   | 1   | 7   |      | 291    |
| 8    | Robin Liddell       | 6   | 1   | 5  | 6   | 8   | 2   | 16† | 1   | 4†  | 1   | 7   | 2   | 3    | 289    |
| 9    | Eric Lux            | 5   | 5   | 3  | 8   | 3   | 7   | 6   | 7   | 9   | 5   | 13  | 15  | 15   | 275    |
| 10   | John Potter         | 21  | 9   | 8  | 7   | 5   | 9   | 10  | 8   | 7   | 9   | 5   | 4   |      | 271    |

| Couleur | Résultat                     |
| ------- | ---------------------------- |
| Or      | Vainqueur                    |
| Argent  | 2e place                     |
| Bronze  | 3e place                     |
| Vert    | Terminé, dans les points     |
| Bleu    | Terminé, pas dans les points |
| Violet  | Abandon (Ab.) ou (Ret)       |
| Violet  | Non classé (NC)              |
| Rouge   | Pas qualifié (DNQ)           |
| Noir    | Disqualifié (DSQ)            |
| Blanc   | Pas au départ (DNS)          |
| Blanc   | Forfait (WD)                 |
| Blanc   | N'a pas participé (DNP)      |
| Blanc   | Blessé (INJ)                 |
| Blanc   | Exclu (EX)                   |
| Blanc   | Course annulée (C)           |

†: N'a pas réalisé 30 minutes de conduite et n'a pas reçu de points